# Stazione agraria sperimentale
Una stazione agraria sperimentale è un centro di ricerca scientifica che indaga le difficoltà e i possibili miglioramenti della produzione alimentare e dell'impresa agricola. Gli esperti della stazione sperimentale collaborano con agricoltori, allevatori, fornitori, addetti alla distribuzione, e altre persone coinvolte nella produzione del cibo e nella coltivazione dei terreni.

## Le stazioni agrarie in Italia
Sull'onda delle idee fisiocratiche, tra la fine del XVIII e i primi decenni del XIX secolo si diffuse l'esigenza di trasmettere ai proprietari agricoli e agli agricoltori i benefici delle scoperte scientifiche.
In Italia ebbero particolare impulso con l'Unità nazionale.
Nel 1860 venne istituito il Ministero dell'agricoltura, dell'industria e del commercio, al quale furono affidate dal 1885 al 1928 gran parte delle Scuole Agrarie istituite in diverse città e paesi; Brescia, Brusegana (PD), Cesena, Imola, Pesaro, Macerata, Fabriano, Roma, Todi, Caltagirone e molte altre. 
Nel 1866 vennero istituiti in ogni capoluogo di circondario i comizi agrari, con lo scopo di promuovere l'agricoltura. Ad essi venne attribuito l'obbligo di creare e mantenere le cattedre ambulanti di agricoltura.
Attorno agli anni 1870 nascono le Stazioni Agrarie di Torino, Modena, Roma e Forlì, i centri di ricerca, Stazioni Sperimentali Agrarie, come quella enologica di Gattinara (VC),  la Stazione Sperimentale di cerealicoltura di Rieti (1907) e di Frutticoltura di Acireale (CT), i Laboratori chimici, le Cantine sperimentali di Barletta, Riposto (CT), Noto, Velletri, Arezzo e Palermo.
Si istituirono anche gli Osservatori Agrari e la collaborazione tra queste istituzioni e le Scuole Agrarie fu davvero intensa e proficua e alcuni Direttori degli Osservatori Agrari dirigevano allo stesso tempo anche le Scuole Agrarie.